# كين بلاكمان
كين بلاكمان (بالإنجليزية: Ken Blackman)‏ هو لاعب كرة قدم أمريكية أمريكي، ولد في 8 نوفمبر 1972 في برونزويك في الولايات المتحدة.

## وصلات خارجية
- كين بلاكمان على موقع مرجع كرة القدم المحترفة.كوم (الإنجليزية)